# Prvenstvo Jugoslavije u hokeju na travi 1981.
Jugoslavensko prvenstvo u hokeju na travi za 1981. godinu je osvojila momčad Subotičanka iz Subotice.

## Poredak
```
1. Subotičanka (Subotica)

2. 
Jedinstvo
 (Zagreb)

3. 
Partizan
 (Zelina)

4. Elektrovojvodina (Subotica)
```

REZULTATI FINALNIH SUSRETA IZMEĐU JEDINSTVA I SUBOTIČANKE:

1. utakmica u Subotici 14. lipnja 1981. god

Subotičanka-Jedinstvo   2:0(2:0)

Sudije Jelić (Zagreb) i Sekereš (Subotica)

strijelac Farkaš u 9. i 19. minuti

sastavi ekipa:

Subotičanka:Stipančević, Prčić, Bičkei(Luspai), Takač, Siraki A., Farkaš, Ronjec, Thakur, Žiga, Kun Sabo, Molnar (Siraki L.)

Jedinstvo:Pravica, Jug, Jurgec, Prebeg, Martinović, Prahin, Denjalić, Razić, Ljevaković, Fistrić, Kušec (Sučić)
2. utakmica u Zagrebu 21.06.1981. god 
Jedinstvo-Subotičanka 2:1 (1:0, 2:0, 2:0, 2:1)
Sudij: Jelic (Zagreb) i Miletić (Beograd)
Strijelci: Prahin u 13. min. 1:0, Jurgec u 50. min. 2:0, - L. Siraki u 84 min.  2:1

Kartoni: Prčić žuti i Farkaš crveni.

sastavi:

Jedinstvo: Pravica, Jug, Razić, Sučić, Fistrić, Martinović, Prebeg, Prahin, Denjalić, Jurgec, Ljevaković
Subotičanka: Stipančević, Bičkei, Kun Sabo, Prčić, Takač, A. Siraki, Ronjec, Thakur, Žiga, Farkaš, L. Siraki, Šebek